# Cadours
Cadours – miejscowość i gmina we Francji, w regionie Oksytania, w departamencie Górna Garonna.
Według danych na rok 1990 gminę zamieszkiwały 694 osoby, a gęstość zaludnienia wynosiła 66 osób/km² (wśród 3020 gmin regionu Midi-Pyrénées Cadours plasuje się na 467. miejscu pod względem liczby ludności, natomiast pod względem powierzchni na miejscu 1051.).

## Zabytki

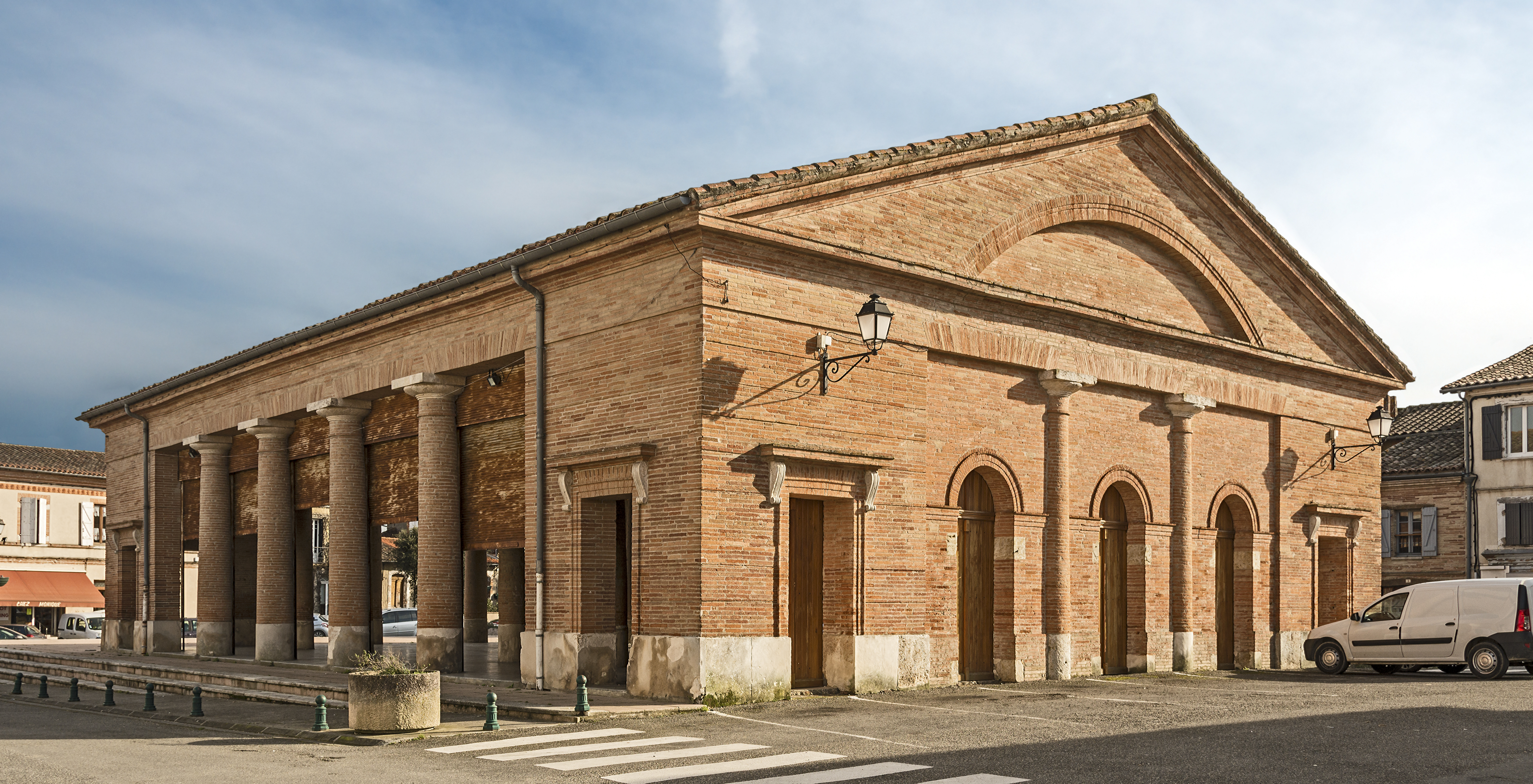
Hala targowa.
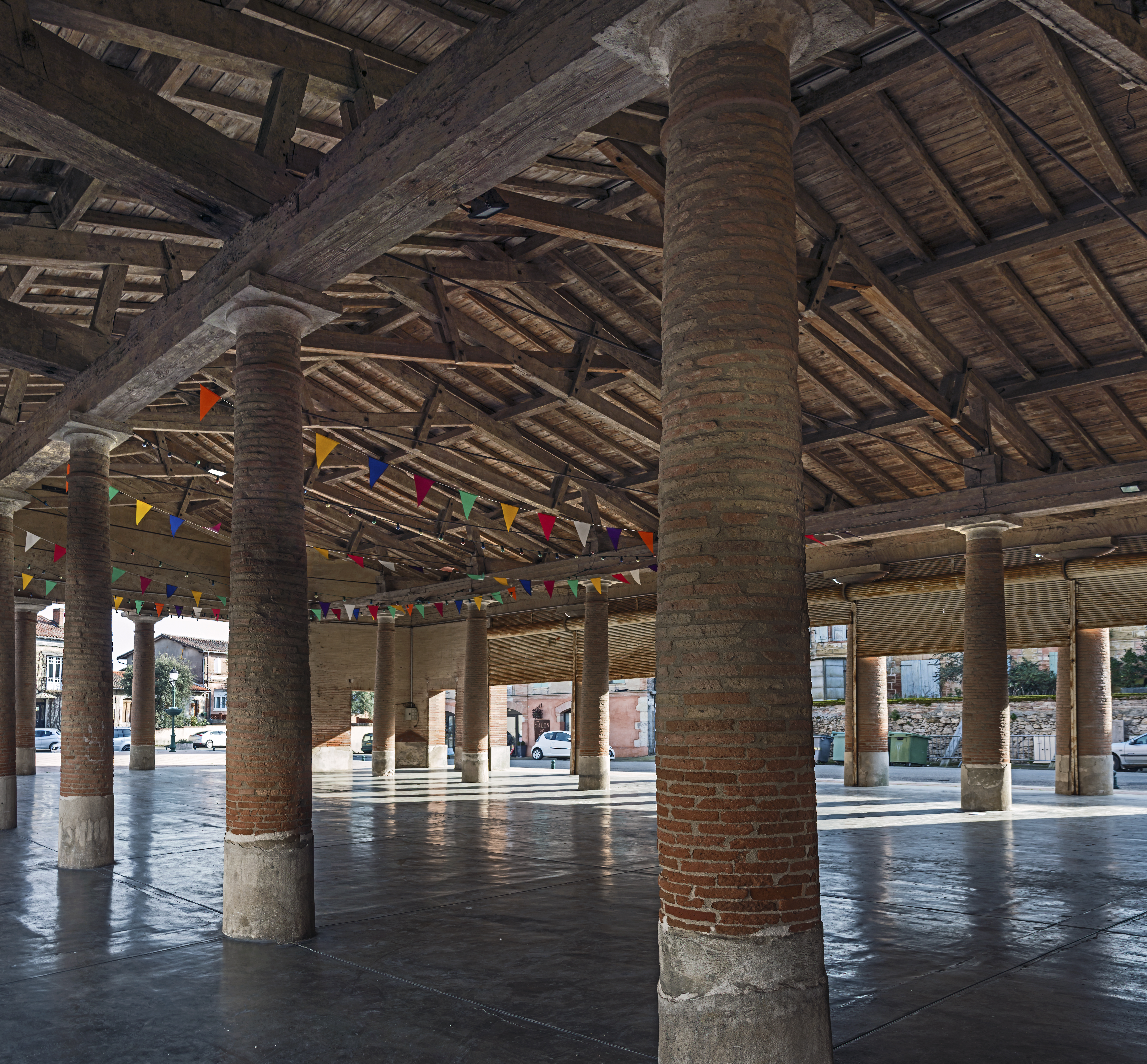
Wewnątrz hali targowej.
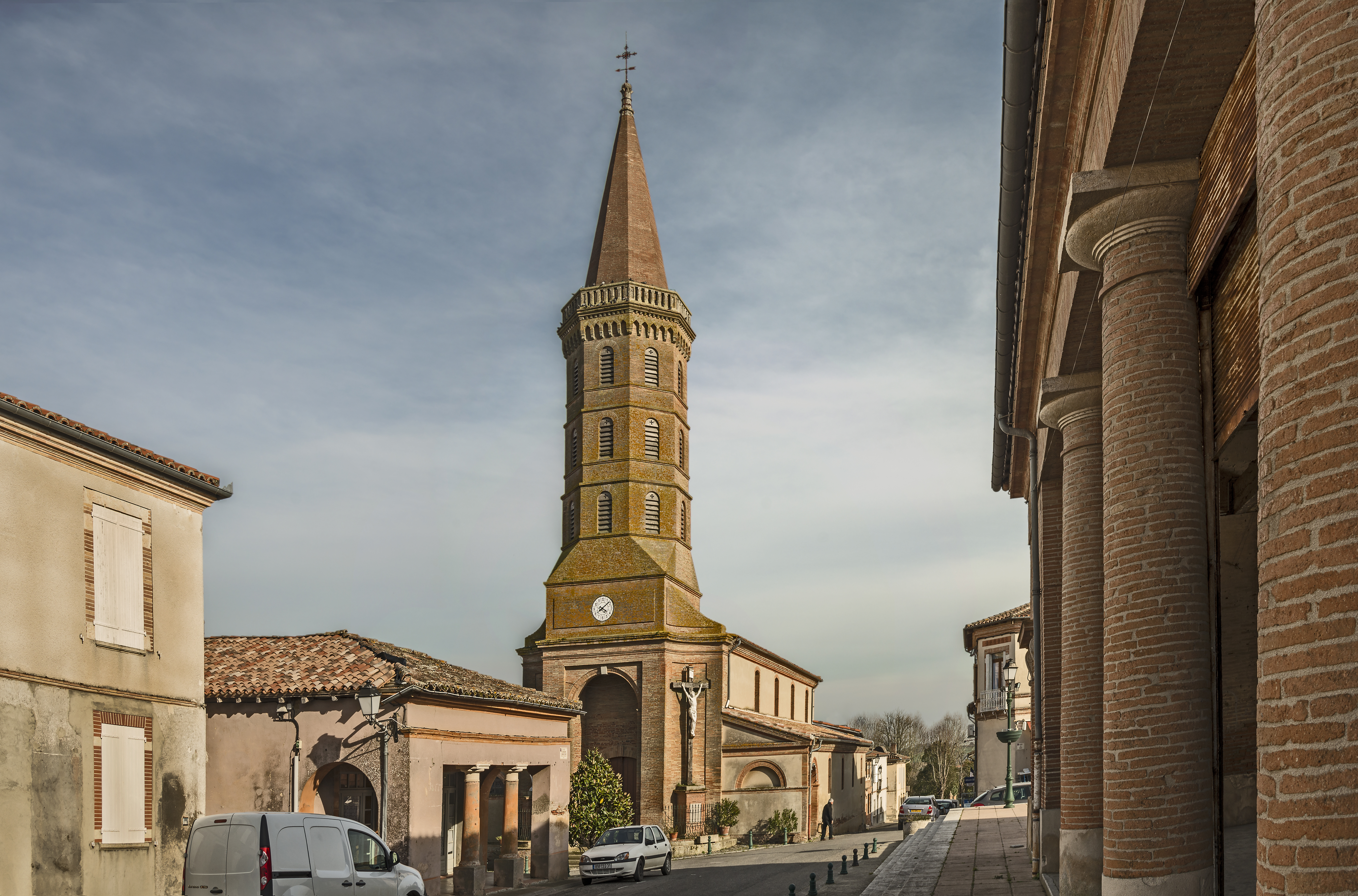
Kościół.
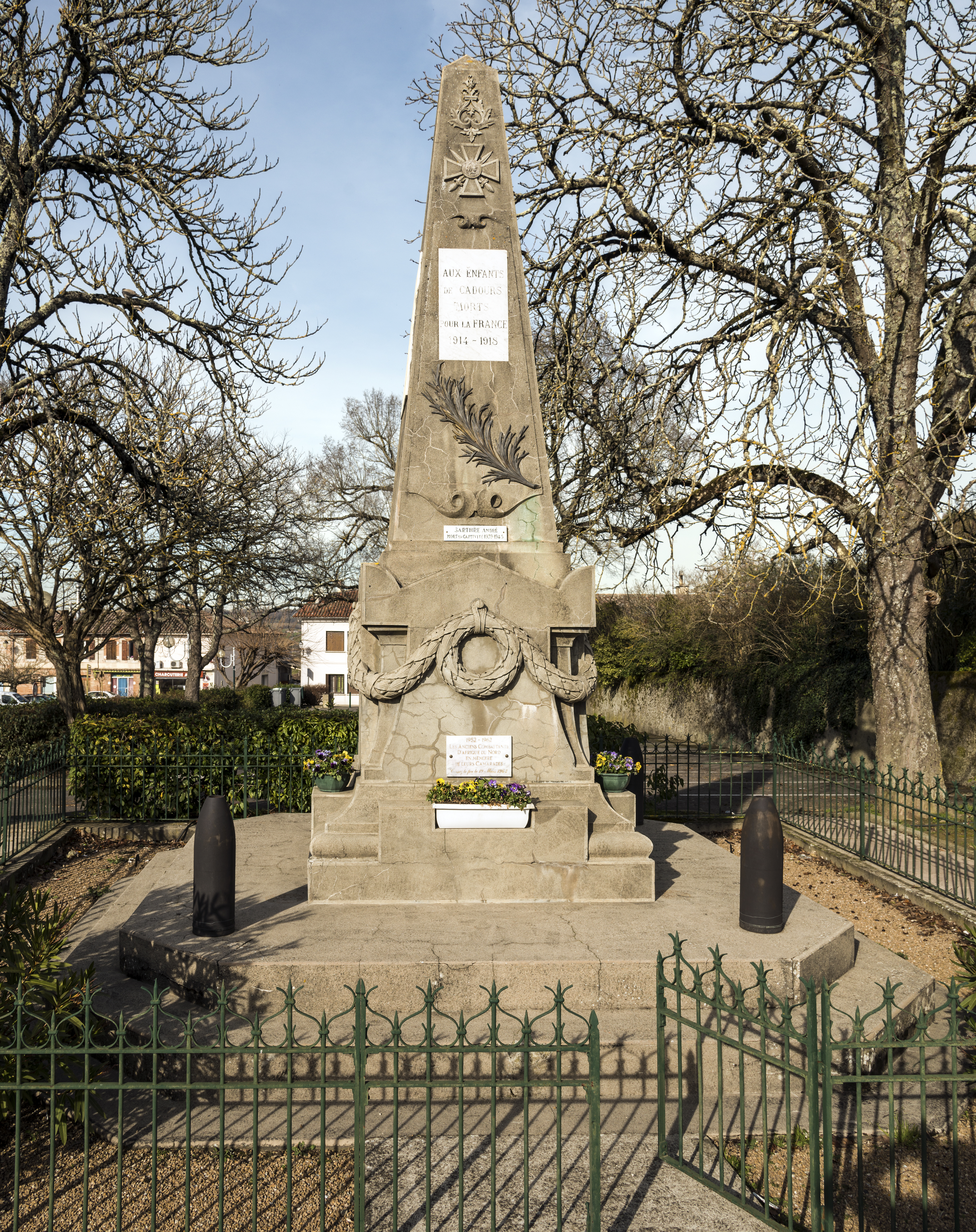
Memoriał wojny.